# Cherokee (Oklahoma)
Cherokee település az Amerikai Egyesült Államok Oklahoma államában, Alfalfa megyében, melynek megyeszékhelye is. Lakosainak száma 1476 fő (2020. április 1.).

## Népesség
A település népességének változása:

| 2010 | 1 498 |
| 2020 | 1 476 |